# Principado de Antioquía
El Principado de Antioquía fue uno de los estados cruzados de Tierra Santa establecido durante la Primera Cruzada.

## Origen
El avance musulmán hacia Occidente causó preocupación entre la cristiandad. Tras la caída de los Santos Lugares (Palestina e Israel), el papado promovió las expediciones militares que fueron conocidas como cruzadas.
En la Primera Cruzada, el príncipe Bohemundo de Tarento realizó una victoriosa campaña militar para recuperar territorios que Bizancio había perdido frente al avance musulmán. Sin embargo, una vez acabada su campaña con la toma de Antioquía, Bohemundo retuvo el territorio, creando este principado.
Antioquía era una antigua ciudad bizantina que fue conquistada por los musulmanes hacía una década, en 1085. Y al cruzar Constantinopla, el Basileus Alexios I Comneno había exigido un compromiso de los principales dirigentes cruzados de devolver aquellas tierras ya perdidas por los bizantinos y que serían recuperadas por estos a los musulmanes; solo Raimundo IV de Tolosa se había negado a prestar juramento.

## El sitio

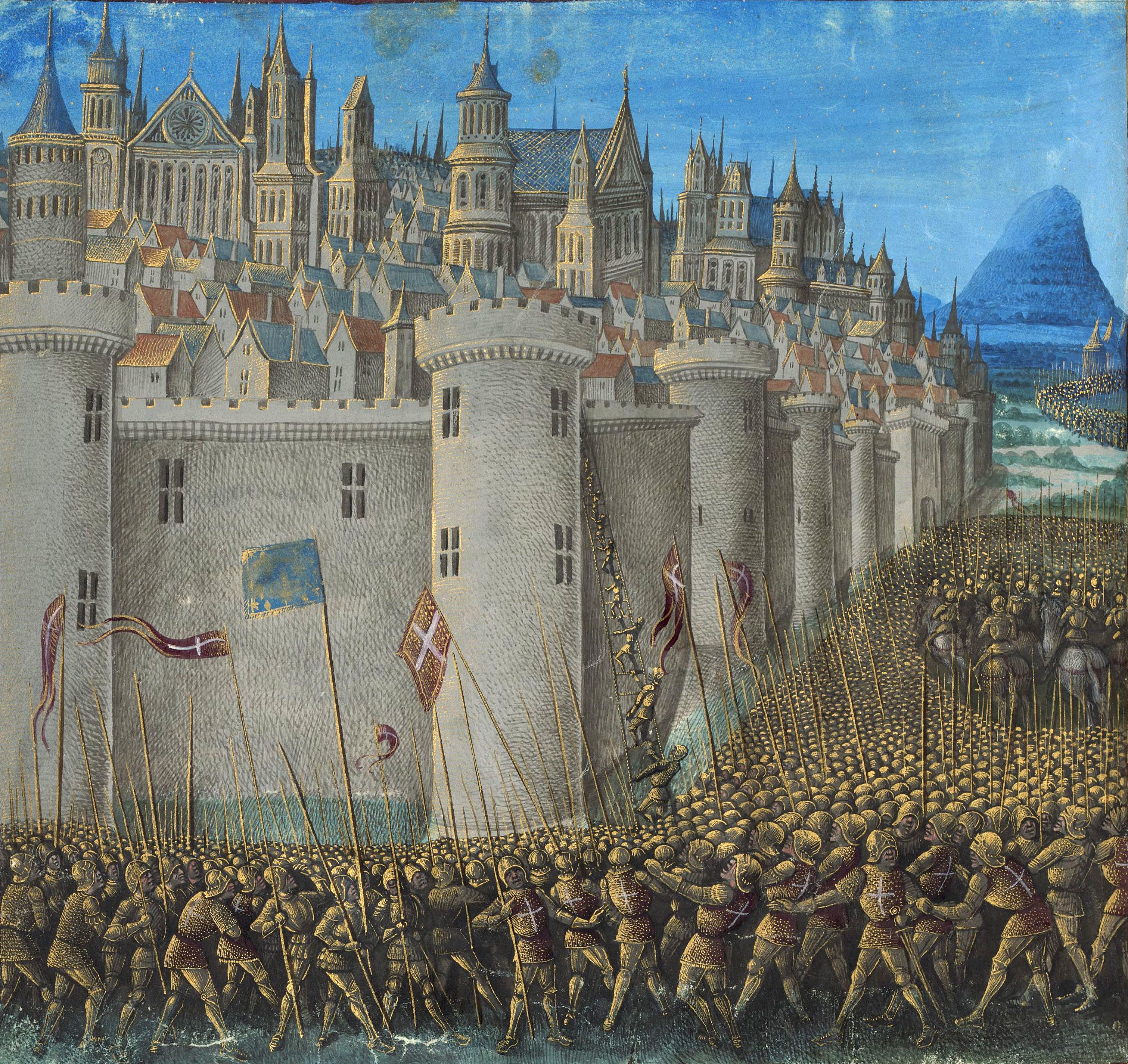
Representación del sitio de Antioquía en una miniatura medieval.

Ante las dificultades para sitiar Antioquía Bohemundo ve la oportunidad de tener acceso a un feudo. Primero amenazó, reclamando la ampliación de la sede, en volver a Italia a buscar refuerzos, pero su capacidad de estratega y la importancia del contingente que lo acompañaba eran necesarios para los cruzados, que le prometieron lo que él quería para permanecer allí. Luego, la salida del general Tatizius, representante del Basileus, le dio la oportunidad de pretender que había tenido lugar una traición, de forma que los cruzados podían considerarse desvinculados de su juramento. Por último, después de haberse asegurado (por informantes situados dentro de la ciudad) de que iba a poder entrar, se le prometió por los dirigentes de la cruzada que el primero en entrar en la ciudad la poseería. Así, en la madrugada del 3 de junio de 1098, cuando tuvo lugar la toma de la ciudad, solo la bandera de Bohemundo ondeaba en ella.
Solo cuatro días después, un ejército musulmán, liderado por Kerbogha, Atabeg de Mosul, llegó para asediar a los propios Cruzados. Alejo I Comneno, el emperador bizantino, iba en camino a ayudar a los cruzados; pero al oír rumores de que la ciudad había caído en manos de los musulmanes, Alejo se retiró.
Los cruzados resistieron el asedio, con la ayuda de un místico llamado Pedro Bartolomé. Pedro afirmó que había sido visitado por San Andrés, quien le dijo que la Santa Lanza, que atravesó el costado de Cristo cuando estaba en la cruz, estaba ubicada en Antioquía. La catedral de San Pedro fue excavada, y la lanza fue descubierta por el mismo Pedro. Aunque es muy probable que la haya plantado allí (incluso el legado papal Ademar de Le Puy creyó que este era el caso), ayudó a levantar el ánimo de los cruzados. Con la reliquia recién descubierta a la cabeza del ejército, Bohemundo marchó para enfrentarse a la fuerza musulmana, que fue derrotada milagrosamente, como según los cruzados, por un ejército de ángeles que había aparecido para ayudarlos en el campo de batalla.
Hubo una larga disputa sobre quién debería controlar la ciudad. Bohemundo y los normandos italianos finalmente ganaron, y este se llamó príncipe. Bohemundo ya era Príncipe (señor alodial) de Tarento en Italia, y deseaba continuar con tal independencia en su nuevo señorío; por lo tanto, no intentó recibir el título de «duque del eperador bizantino» (en cuyo nombre había jurado luchar), ni ningún otro título con profundas obligaciones feudales. Mientras tanto, una epidemia desconocida se extendió por todo el campamento de los cruzados; Ademar de Le Puy fue una de las víctimas.

## Historia temprana
Tras la captura de Bohemundo en la batalla de Melitene con los Danisméndidas, en 1100, su sobrino Tancredo se convirtió en regente. Este expandió las fronteras del Principado, tomando las ciudades de Tarso y Latakia del Imperio bizantino. Sin embargo, esas ciudades recién capturadas junto con otros territorios se perdieron después de la derrota en la batalla de Harrán donde fue capturado Balduino II de Edesa. Bohemundo fue liberado en 1103 y fue a Italia para reunir más tropas en 1104, tiempo durante el cual Tancredo permaneció como regente de Antioquía. Bohemundo utilizó las tropas que levantó para atacar a los bizantinos en 1107. Sin embargo, fue derrotado en 1108 y fue obligado por Alejo I Comneno a firmar el Tratado de Devol, lo que convirtió a Bohemundo en vasallo del Imperio bizantino. Bohemundo había prometido devolver cualquier tierra que fue confiscada a los musulmanes cuando los cruzados pasaron por Constantinopla en 1097. Bohemundo también luchó en Alepo con Balduino y Joscelino del Condado de Edesa; cuando Balduino y Joscelino fueron capturados, Tancredo también se convirtió en regente en Edesa. Bohemundo dejó a Tancredo como regente una vez más y regresó a Italia, donde murió en 1111.
Tras la muerte de Bohemundo, Alejo quiso que Tancredo devolviera el Principado en su totalidad a Bizancio, pero Tancredo recibió el apoyo del Condado de Trípoli y el Reino de Jerusalén. Él de hecho, había sido el único líder de la cruzada que no juró devolver las tierras conquistadas al emperador (aunque ninguno de los otros líderes, excepto Raimundo IV de Tolosa, mantuvo sus juramentos de todos modos). Tancredo murió en 1112 y fue sucedido por Bohemundo II, bajo la regencia del sobrino de Tancredo, Roger de Salerno, quien derrotó a un ataque selyúcida en 1113.
El 27 de junio de 1119, Roger fue asesinado en Ager Sanguinis (el Campo de la Sangre), y Antioquía se convirtió en un estado vasallo de Jerusalén con el rey Balduino II como regente hasta 1126 (aunque Balduino pasó gran parte de este tiempo en cautiverio en Alepo). Bohemundo II, quien se casó con la hija de Balduino, Alicia, gobernó por solo cuatro años, y el Principado fue heredado por su hija pequeña, Constanza; Balduino II actuó como regente nuevamente hasta su muerte en 1131, cuando Fulco de Jerusalén tomó el poder. En 1136, Constanza, de solo 10 años, se casó con Raimundo de Poitiers, que tenía 36 años.
Raimundo, al igual que sus predecesores, atacó la provincia bizantina de Cilicia. Esta vez, sin embargo, el emperador Juan II Comneno se defendió. Llegó a Antioquía en 1138 y obligó a Raimundo a jurarle fidelidad. Luego siguió una campaña conjunta mientras Juan dirigía los ejércitos de Bizancio, Antioquía y Edesa contra la Siria musulmana. Alepo demostró ser demasiado fuerte para atacar, pero las fortalezas de Balat, Biza'a, Athereb, Maarat al-Numan y Kafartab fueron tomadas por asalto. Aunque Juan luchó duro por la causa cristiana en la campaña en Siria, sus aliados, el príncipe Raimundo de Antioquía y el conde Joscelino II de Edesa se sentaron a jugar dados en lugar de ayudar al emperador a presionar el sitio de Shaizar. La ciudad fue tomada, pero la ciudadela continuo la resistencia. El emir de Shaizar ofreció pagar una gran indemnización, convertirse en vasallo de Juan y pagar un tributo anual; La oferta fue aceptada a regañadientes por el emperador. En el regreso del ejército a Antioquía, un disturbio instigado por Joscelino II de Edesa obligó al emperador a irse sin que la ciudadela se entregara a él. Juan tenía planes para reconquistar Antioquía y convertirse en un señor efectivo de los estados cruzados restantes, pero murió en 1143.

## Antioquía y el Imperio Bizantino
Después de la caída de Edesa en 1144, Antioquía fue atacada por Nur al-Din durante la segunda cruzada. Gran parte de la parte oriental del Principado se perdió, y Raimundo murió en la batalla de Inab en 1149. Balduino III de Jerusalén se convirtió técnicamente en regente de la viuda de Raimundo, Constanza, hasta 1153, cuando esta se casó con Reinaldo de Châtillon. Reinaldo también se encontró inmediatamente en conflicto con los bizantinos, esta vez en Chipre; hizo las paces con Manuel I Comneno en 1158, y al año siguiente Manuel llegó para tomar el control personal del Principado. De allí el Principado de Antioquía debía ser un vasallo de Bizancio hasta la muerte de Manuel en 1180. Aunque este acuerdo significaba que el Principado tenía que proporcionar un contingente para el ejército bizantino (las tropas de Antioquía participaron en un ataque contra los turcos selyúcidas en 1176), también protegió la ciudad contra Nur ad-Din en una momento en que estaba en grave peligro de ser invadido.
Reinaldo fue tomado prisionero por los musulmanes en 1160, y la regencia recayó en el patriarca de Antioquía (Reinaldo no fue liberado hasta 1176, y nunca regresó a Antioquía). Mientras tanto, Manuel se casó con la hija de Constanza, María, pero como ella solo estaba nominalmente a cargo de Antioquía, fue depuesta en 1163 y reemplazada por su hijo Bohemundo III. Bohemundo fue capturado por Nur Al-Din al año siguiente en la batalla de Harim, y el río Orontes se convirtió en el límite permanente entre Antioquía y Alepo. Bohemundo regresó a Antioquía en 1165 y se casó con una de las sobrinas de Manuel; también se convenció de instalar un patriarca ortodoxo griego en la ciudad.
La alianza bizantina llegó a su fin con la muerte del emperador Manuel en 1180. Antioquía fue privada de la protección del Imperio, que había sido suficiente para asustar a Nur Al-Din y evitar que interviniera en el área durante los veinte años anteriores. Sin embargo, con la ayuda de las flotas de las ciudades-estado italianas, Antioquía sobrevivió al asalto de Saladino al Reino de Jerusalén en 1187. Ni Antioquía ni el Condado de Trípoli participaron en la tercera cruzada, aunque los restos del ejército de Federico I Barbarroja se detuvieron brevemente Antioquía en 1190 para enterrar a su rey. El hijo de Bohemundo III, también llamado Bohemundo, se convirtió en conde Trípoli después de la batalla de Hattin, y el hijo mayor de Bohemundo III, Raimundo se casó con una princesa armenia en 1194. Bohemundo III murió en 1201.
La muerte de Bohemundo resultó en una lucha por el control entre Antioquía, representada por Bohemundo de Trípoli, y Armenia, representada por el nieto de Bohemundo III, Raimundo Rubén. Bohemundo de Trípoli, como Bohemundo IV, tomó el control en 1207, pero Raimundo gobernó brevemente como un rival de 1216 a 1219. Bohemundo murió en 1233, y Antioquía, regida por su hijo Bohemundo V, no jugó ningún papel importante en la quinta cruzada, ni durante las luchas del sacro emperador romano Federico II para recuperar Jerusalén en la sexta cruzada, o Luis IX de la séptima cruzada de Francia.

## Caída del Principado
En 1254, Bohemundo VI se casó con Sibila, una princesa armenia, que puso fin a la lucha por el poder entre los dos estados, aunque a estas alturas Armenia era la más poderosa de las dos y Antioquía era esencialmente un estado vasallo. Ambos fueron barridos por el conflicto entre los mamelucos y los mongoles. En 1260, bajo la influencia de su suegro, el rey armenio Haitón I de Armenia, Bohemundo VI se presentó a los mongoles bajo Hulagu, haciendo de Antioquía un estado tributario del Imperio mongol. Bohemundo y Haitón lucharon del lado de los mongoles durante las conquistas de la Siria musulmana, tomando juntos la ciudad de Alepo, y luego Damasco.
Cuando los mongoles fueron derrotados en la batalla de Ain Jalut en 1260, Baibars, el sultán mameluco de Egipto, comenzó a amenazar a Antioquía, que (como vasallo de los armenios) había apoyado a los mongoles. Baibars finalmente tomó la ciudad en 1268, y todo el norte de Siria se perdió rápidamente; Veintitrés años más tarde, Acre fue tomada, y los estados cruzados dejaron de existir.
En los colofones del Evangelio de Malatia de 1268 (MS n.º 10675), el iluminador del manuscrito armenio Toros Roslin describió el brutal saqueo de Antioquía por parte de Baibars: «... en este momento, el malvado rey de Egipto capturó Antioquía, y muchos fueron asesinados y se convirtieron en sus prisioneros, y una causa de angustia para los santos y famosos templos, casas de Dios, que están en él; la maravillosa elegancia de la belleza de aquellos que fueron destruidos por el fuego está más allá del poder de las palabras». El título vacío de «Príncipe de Antioquía» pasó, con la extinción de los condes de Trípoli, a los reyes de Chipre, y algunas veces se otorgó como una dignidad a los miembros menores de la casa real.

## Economía
Durante los siglos XII y XIII, la economía del norte de Siria —incluida Antioquía bajo dominio franco— experimentó tanto retrocesos como recuperación. Aunque los saqueos turcos del siglo XI deterioraron gravemente la prosperidad de la región, la relativa estabilidad traída por los francos en la costa y por los musulmanes (especialmente bajo Zengi) en el interior permitió una lenta reactivación económica. La agricultura se mantuvo diversa y rica en productos alimenticios como trigo, cebada, frutas, hortalizas, olivos, viñedos y caña de azúcar, mientras que también se cultivaban plantas industriales como algodón, cáñamo y morera para la seda. El pastoreo y la caza complementaban esta economía rural. No obstante, no se conocen políticas agrícolas sistemáticas por parte de los francos, aunque se sabe que incentivaban el regreso de campesinos y la restauración de cultivos.
En cuanto a la industria, destacaba especialmente la textil, con producción de seda, algodón y telas de lujo que se exportaban a Palestina y Europa. Otras actividades industriales incluían la alfarería, la vidriería (en manos judías), la curtiduría, la tintorería y la producción de aceite. El comercio, aunque importante, estaba limitado en comparación con Egipto, que monopolizaba el acceso a los productos del océano Índico. A pesar de ello, los francos de Siria actuaron como intermediarios clave entre Oriente y Occidente. Las actividades comerciales estaban gravadas con numerosos impuestos, tanto sobre productos locales como importados o exportados, y se aplicaban en mercados, carreteras, funduqs (almacenes de comercio internacional) y puertos. Sin embargo, las tasas variaban según el lugar y el tipo de mercancía, dificultando una comparación precisa con otras regiones mediterráneas o islámicas.